# Sancheville
Sancheville település Franciaországban, Eure-et-Loir megyében. Lakosainak száma 748 fő (2022. január 1.). Sancheville Villiers-Saint-Orien, Courbehaye, Neuvy-en-Dunois és Bullainville községekkel határos.

## Népesség
A település népessége az elmúlt években az alábbi módon változott:
| Lakosok száma | 845  | 877  | 755  | 762  | 837  | 859  | 806  | 766  | 758  | 748  |
|               | 1968 | 1982 | 1990 | 2006 | 2013 | 2015 | 2017 | 2019 | 2020 | 2022 |